# Élections législatives fédérales belges de 2024
Les élections législatives fédérales belges de 2024 ont lieu le 9 juin 2024 afin d'élire les 150 membres de la Chambre des représentants pour un mandat de cinq ans.
Elles se déroulent le même jour que les élections régionales et européennes, et peu avant les élections communales et provinciales organisées le 13 octobre 2024.
Ces élections voient l'effondrement des écologistes (en particulier d'Ecolo) qui perdent plus de la moitié de leurs sièges après avoir été les grands gagnants des élections précédentes ; il en va de même pour l'Open VLD, parti du Premier ministre sortant Alexander De Croo, qui passe de 12 à 7 sièges. Le PS subit une nouvelle défaite et obtient un score électoral historiquement bas.
Du côté des gagnants, Les Engagés (ex-cdH) triplent quasiment leur nombre de sièges et atteignent un niveau de popularité inédit depuis 30 ans. Le MR supplante le PS comme premier parti francophone (ce qui n'était plus arrivé depuis 2007) et gagne 6 sièges. En Flandre, Vooruit (ex-sp.a) gagne presque 50% de ses sièges.
Le PTB gagne quant à lui trois sièges supplémentaires grâce à sa progression à Bruxelles et en Flandre, mais il est en recul en Wallonie. Le Vlaams Belang, bien que gagnant deux sièges supplémentaires, ne parvient pas à devenir le premier parti de Flandre, la N-VA parvenant à se maintenir à cette place en contredisant les prédictions de quasiment tous les sondages depuis 2019.
Le lendemain de l'élection, la presse belge souligne deux faits marquants du scrutin. Premièrement, la progression de l'extrême-droite flamande se révèle bien plus faible qu'attendue grâce à une N-VA qui parvient à se maintenir comme premier parti. Deuxièmement, la victoire de LE et du MR amène la Wallonie, traditionnellement à gauche, à basculer à droite.
Elles mènent, plus de six mois plus tard, à la formation du gouvernement De Wever, soutenu par une coalition Arizona (N-VA, MR, Vooruit, LE et CD&V).

## Contexte

### Élections de 2019

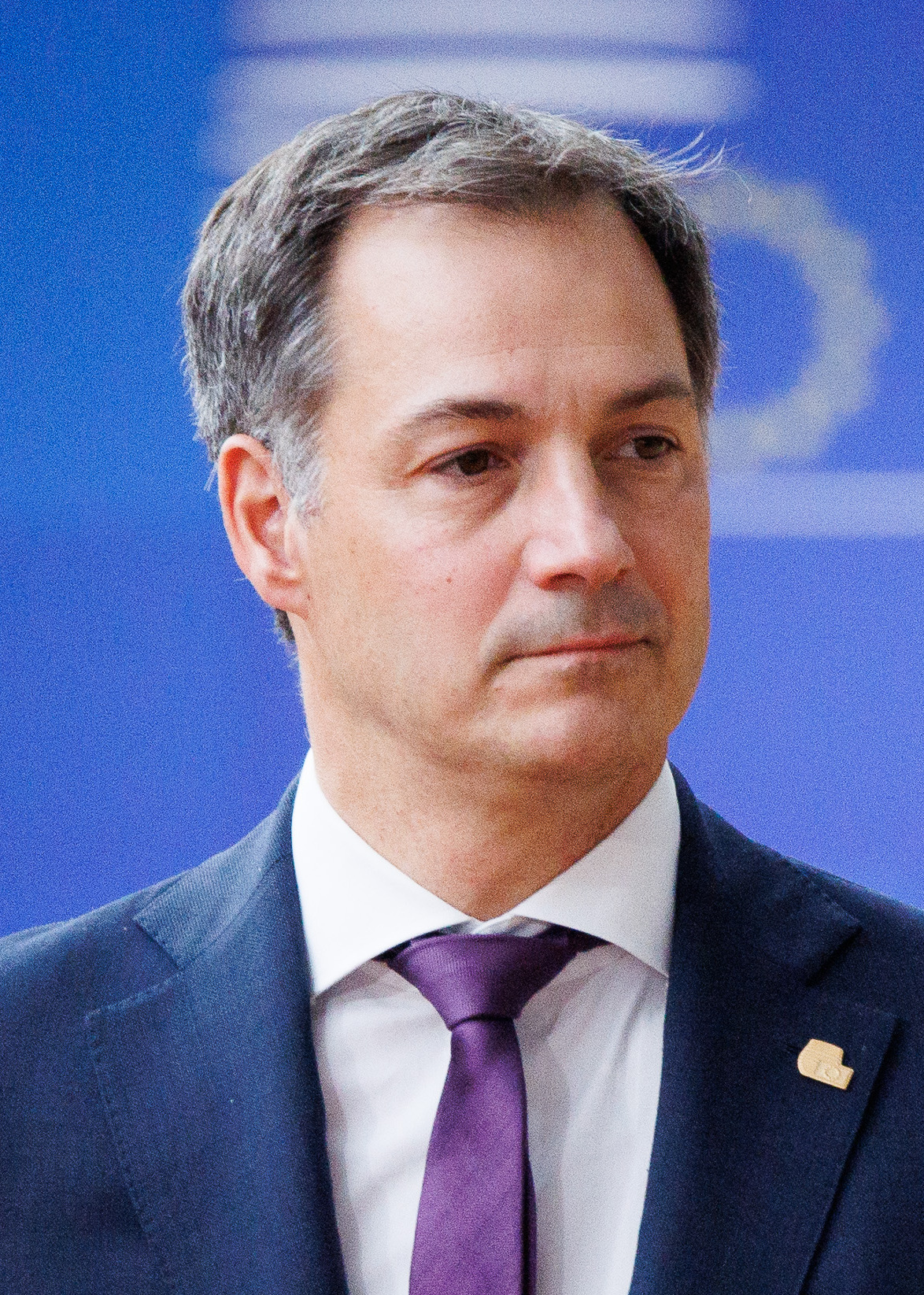
Le Premier ministre sortant Alexander De Croo.

Les précédentes élections en mai 2019 voient la défaite de la coalition menée par le Premier ministre Charles Michel, à la tête du Mouvement réformateur (MR).
Le scrutin de 2019 est notamment marqué par la percée du Vlaams Belang en Flandre, qui arrive deuxième et devient le troisième plus important parti à la Chambre des représentants. Le Parti du travail (PTB/PVDA) connaît également une nette progression, obtenant ses premiers élus flamands et bruxellois au niveau fédéral. Les écologistes francophones (Ecolo) et néerlandophones (Groen) connaissent quant à eux une hausse, particulièrement marquée chez Ecolo, qui double quasiment son résultat de 2014 et devient le premier parti à Bruxelles ; les résultats des écologistes restent cependant en dessous de ce que leurs résultats aux provinciales et aux communales d'octobre 2018 et les manifestations pour le climat ayant marqué le début de l'année 2019 laissaient alors présager. Les partis traditionnels ainsi que la Nieuw-Vlaamse Alliantie (N-VA) connaissent au contraire une baisse, dont le Parti socialiste (PS) qui connait le pire résultat de son histoire en Wallonie, bien que restant le premier parti francophone. Le Centre démocrate humaniste (cdH) est relégué à la cinquième place des partis francophones derrière Ecolo et le PTB, arrivant même deuxième dans son fief traditionnel de la province du Luxembourg, derrière le MR. Enfin, le Parti populaire (PP) enregistre un recul tel que le parti se dissout finalement le 18 juin suivant.
Les résultats sont perçus comme un rejet des partis traditionnels et l'expression d'une volonté de changement. La baisse de la N-VA est également attribuée à l'échec de sa stratégie de captation de l'électorat du Vlaams Belang. La bipolarisation entre une Flandre de plus en plus à droite et une Wallonie de plus en plus à gauche marque l'existence de mondes politiques différents dans le pays.
En Flandre, les sondages laissent présager une progression importante de l'extrême droite, désormais premier parti de Flandre, aux dépens d'une baisse de la N-VA et l'effondrement de l'OpenVLD, parti du premier ministre. En Wallonie, le PS et le MR se situent à des taux historiquement bas, permettant une progression du PTB et des Engagés.
Les négociations visant à former un nouveau gouvernement s'étalent sur plusieurs mois, avant que la pandémie de Covid-19 ne provoque la mise en place en urgence d'un gouvernement minoritaire de plein exercice, le gouvernement Wilmès II. Etabli le 17 mars 2020, il reçoit la confiance de la Chambre le 19 mars 2020, mettant fin à 454 jours consécutifs de gouvernement d'affaires courantes. Sa mise en place temporaire dure finalement six mois : après de nombreuses missions et plusieurs rapports, le flamand Alexander De Croo — à la tête de l'Open Vlaamse Liberalen en Democraten (Open VLD) — devient Premier ministre le 1er octobre 2020 à la tête d'un gouvernement réunissant sept partis, 494 jours après le scrutin. Surnommé le gouvernement Vivaldi, celui-ci connaît une série de crises : Guerre en Ukraine, crise de l'énergie, inflation, crise sanitaire lié à la pandémie de COVID-19.

### Changements récents
En raison des évolutions de population, les circonscriptions de Bruxelles et de Namur gagnent un siège, les circonscriptions du Hainaut et de Liège perdent un siège par rapport aux élections législatives de 2019.
Le Vlaams Belang ne se présente pas aux élections en Wallonie afin de ne pas faire de concurrence au parti Chez Nous. Lors des dernières élections le Vlaams Belang avait récolté environ 18 000 voix dans la région.
Le SP.A change de nom pour devenir Vooruit en mars 2021.
Le centre démocrate Humaniste (cdH) change de nom et devient Les Engagés le 12 mars 2022.
Fin décembre 2023, le parti Blanco, annonce qu'il présentera des listes dans tous les circonscriptions du pays. Le parti souhaite faire entendre la voix des électeurs votant blanc, nul ou s'abstenant. Leurs élus éventuels promettent de ne pas participer au débat, et de s’abstenir sur tout sujet, excepté celui de la reconnaissance du vote contestataire, seul et unique point du programme du parti.
La N-VA présente des listes en Wallonie.
Collectif Citoyen présente des listes dans toutes les circonscriptions francophones.
Voor U (nl) est présent dans toutes les circonscriptions néerlandophones.
Agora présente des listes à Bruxelles, Namur et le Brabant Wallon.

## Système électoral
La Chambre des représentants est la chambre basse du Parlement fédéral.
Elle est composée de 150 sièges pourvus pour cinq ans au scrutin proportionnel plurinominal de liste avec vote préférentiel et seuil électoral de 5 % dans 11 circonscriptions électorales de 4 à 24 sièges chacune. Ces dernières correspondent aux 10 provinces du pays plus la capitale Bruxelles. Sur les onze, cinq recouvrent la partie néerlandophone du pays pour un total de 87 sièges, 16 sièges sont attribués à la région bilingue de Bruxelles-Capitale, et les 47 sièges restants sont repartis sur les cinq circonscriptions wallonnes restantes. Les électeurs du canton de Rhode-Saint-Genèse (regroupant les six communes à facilités de la périphérie Bruxelloise), bien que situés dans la circonscription du Brabant flamand, disposent de la possibilité de voter pour les listes de la circonscription de Bruxelles-Capitale.
Après décompte des voix, les sièges sont répartis à la proportionnelle aux partis ayant franchi le seuil de 5 % selon la méthode d'Hondt. Les candidats élus de chaque liste le sont dans l'ordre décroissant du nombre de suffrages préférentiels reçu, augmenté du pot commun distribué dans l'ordre de la liste. Ce pot commun correspond à la moitié du nombre de bulletins de vote qui n'ont pas exprimé de vote préférentiel,.
En Belgique le vote est obligatoire, toute personne ayant le droit de vote est obligée par la loi de se présenter dans le bureau de vote indiqué sur la convocation qu'il a reçue à cet effet, le vote blanc est toutefois permis et le vote nul reste possible dans les bureaux de vote où l'on vote au crayon et papier, il est devenu impossible pour le vote par ordinateur.
Les élections sont convoquées pour le 9 juin 2024.

## Forces en présence

### Principales formations
| Nom | Nom                                             | Positionnement                                                                                            | Dirigeant                        | Résultats en 2019          |
| --- | ----------------------------------------------- | --- | -------------------------------- | -------------------------- |
|     | Nieuw-Vlaamse Alliantie (NVA)                   | Droite à droite radicale Nationalisme flamand, séparatisme, libéral-conservatisme, euroscepticisme modéré | Bart De Wever                    | 16,03 % des voix 25 sièges |
|     | Vlaams Belang (VB)                              | Extrême droite Nationalisme flamand, national-conservatisme, euroscepticisme                              | Tom Van Grieken                  | 11,95 % des voix 18 sièges |
|     | Parti socialiste (PS)                           | Centre gauche à gauche Social-démocratie, progressisme, europhilie                                        | Paul Magnette                    | 9,46 % des voix 20 sièges  |
|     | Christen-Democratisch en Vlaams (CD&V)          | Centre droit Démocratie chrétienne                                                                        | Sammy Mahdi                      | 8,89 % des voix 12 sièges  |
|     | Parti du travail de Belgique (PTB/PVDA)         | Gauche radicale à extreme gauche Antilibéralisme, Socialisme, marxisme, fédéralisme                       | Raoul Hedebouw                   | 8,62 % des voix 12 sièges  |
|     | Open Vlaamse Liberalen en Democraten (Open VLD) | Centre droit Libéralisme, social-libéralisme, europhilie                                                  | Tom Ongena                       | 8,54 % des voix 12 sièges  |
|     | Mouvement réformateur (MR)                      | Centre droit à droite Libéralisme, Social-libéralisme, europhilie                                         | Georges-Louis Bouchez            | 7,56 % des voix 14 sièges  |
|     | Vooruit                                         | Centre gauche à gauche Social-démocratie                                                                  | Melissa Depraetere               | 6,71 % des voix 9 sièges   |
|     | Ecolo                                           | Centre gauche à gauche Écologie politique, europhilie                                                     | Jean-Marc Nollet & Rajae Maouane | 6,14 % des voix 13 sièges  |
|     | Groen                                           | Centre gauche à gauche Écologie politique, europhilie                                                     | Nadia Naji & Jeremie Vaneeckhout | 6,10 % des voix 8 sièges   |
|     | Les Engagés                                     | Centre droit Démocratie chrétienne, europhilie                                                            | Maxime Prévot                    | 3,70 % des voix 5 sièges   |
|     | Démocrate fédéraliste indépendant (DéFI)        | Centre Social-libéralisme, défense des francophones                                                       | François De Smet                 | 2,22 % des voix 2 sièges   |

## Sondages

### Flandre
Les sondages sont assez fidèles en Flandre. Mise à part la première place du podium, projetée pour le Vlaams Belang, mais qui revient finalement à la NVA.

### Wallonie
On observe une sur-estimation des partis de gauche, tous perdants. A l'inverse, les deux partis gagnants de centre et de droite sont sous-estimés.

## Résultats

### Chambre des représentants

#### Au niveau fédéral
| sans cadre             |                                                 |           |       |      |        |               |
| Parti                  | Parti                                           | Voix      | Voix  | Voix | Sièges | Sièges        |
| Parti                  | Parti                                           | Voix      | %     | +/-  | Sièges | +/-           |
|                        | Nieuw-Vlaamse Alliantie (N-VA)                  | 1 167 061 | 16,71 | 0,68 | 24     | 1             |
|                        | Vlaams Belang (VB)                              | 961 601   | 13,77 | 1,82 | 20     | 2             |
|                        | Mouvement réformateur (MR)                      | 716 934   | 10,26 | 2,70 | 19     | 5             |
|                        | Parti du travail de Belgique (PTB/PvdA)         | 688 369   | 9,86  | 1,24 | 15     | 3             |
|                        | Vooruit                                         | 566 436   | 8,11  | 1,40 | 13     | 4             |
|                        | Parti socialiste (PS)                           | 561 602   | 8,04  | 1,42 | 16     | 4             |
|                        | Christen-Democratisch en Vlaams (CD&V)          | 557 392   | 7,98  | 0,91 | 11     | 1             |
|                        | Les Engagés (LE)                                | 472 755   | 6,77  | 3,07 | 14     | 9             |
|                        | Open Vlaamse Liberalen en Democraten (Open VLD) | 380 659   | 5,45  | 3,09 | 8      | 4             |
|                        | Groen                                           | 324 608   | 4,65  | 1,45 | 7      | 1             |
|                        | Ecolo                                           | 204 438   | 2,93  | 3,21 | 2      | 11            |
|                        | Démocrate fédéraliste indépendant (DéFI)        | 84 024    | 1,20  | 1,02 | 1      | 1             |
|                        | Parti BLANCO (nl)                               | 75 683    | 1,08  | Nv.  | 0      | en stagnation |
|                        | Chez Nous                                       | 64 058    | 0,92  | Nv.  | 0      | en stagnation |
|                        | Voor U (nl)                                     | 43 346    | 0,62  | Nv.  | 0      | en stagnation |
|                        | Collectif Citoyen (en)                          | 35 706    | 0,51  | 0,20 | 0      | en stagnation |
|                        | Team Fouad Ahidar                               | 24 826    | 0,36  | Nv.  | 0      | en stagnation |
|                        | Belgische Unie - Union belge (BUB)              | 15 780    | 0,23  | 0,08 | 0      | en stagnation |
|                        | DierAnimal                                      | 10 341    | 0,15  | 0,55 | 0      | en stagnation |
|                        | Volt Europa                                     | 7 245     | 0,10  | 0,08 | 0      | en stagnation |
|                        | Lutte ouvrière (LO)                             | 6 552     | 0,09  | 0,01 | 0      | en stagnation |
|                        | L'Unie                                          | 5 640     | 0,08  | Nv.  | 0      | en stagnation |
|                        | Reprise en Main Citoyenne (RMC)                 | 4 025     | 0,06  | Nv.  | 0      | en stagnation |
|                        | Agora                                           | 3 473     | 0,05  | Nv.  | 0      | en stagnation |
|                        | Gezond verstand (GV)                            | 2 352     | 0,03  | Nv.  | 0      | en stagnation |
|                        |                                                 |           |       |      |        |               |
| Suffrages exprimés     | Suffrages exprimés                              | 6 898 873 | 94,30 |      |        |               |
| Votes blancs et nuls   | Votes blancs et nuls                            | 416 577   | 5,70  |      |        |               |
| Total                  | Total                                           | 7 401 483 | 100   | –    | 150    | en stagnation |
| Abstention             | Abstention                                      | 966 546   | 11,55 |      |        |               |
| Inscrits/Participation | Inscrits/Participation                          | 8 368 029 | 88,45 |      |        |               |

##### Résumé par familles politiques
| sans cadre          |                                    |          |          |           |       |      |        |               |
| Familles politiques | Familles politiques                | Partis   | Partis   | Voix      | Voix  | Voix | Sièges | Sièges        |
| Familles politiques | Familles politiques                | Partis   | Partis   | Total     | %     | +/-  | Sièges | +/-           |
| Familles politiques | Familles politiques                | Nl       | Fr       | Total     | %     | +/-  | Sièges | +/-           |
|                     | Nationalistes flamands             | N-VA     |          | 1 167 061 | 16,71 | 0,68 | 24     | 1             |
|                     | Socialistes                        | Vooruit  | PS       | 1 128 038 | 16,15 | 0,02 | 29     | en stagnation |
|                     | Libéraux                           | Open VLD | MR       | 1 097 053 | 15,71 | 0,39 | 27     | 1             |
|                     | Chrétiens-démocrates et centristes | CD&V     | LE       | 1 030 147 | 14,75 | 2,16 | 25     | 8             |
|                     | Extrême droite                     | VB       | CN       | 1 025 659 | 14,69 | 1,63 | 20     | 2             |
|                     | Gauche radicale                    | PTB/PVDA | PTB/PVDA | 688 369   | 9,86  | 1,24 | 15     | 3             |
|                     | Écologistes                        | Groen    | Ecolo    | 705 267   | 7,58  | 4,66 | 9      | 12            |
|                     | Fédéralistes francophones          |          | DéFI     | 84 024    | 1,20  | 1,02 | 1      | 1             |
|                     | Autres                             | Autres   | Autres   | 234 969   | 3,35  | -    | 0      | -             |
| Total               | Total                              | Total    | Total    |           | 100   | -    | 150    | en stagnation |

En nombre de voix, ce sont les nationalistes flamands qui deviennent la première famille politique du pays. C'est une première dans l'histoire politique belge. En effet, depuis la création de la Belgique en 1831, ce fut toujours une des trois familles traditionnelles qui occupa cette place. Malgré cela, ils n'occupent que la quatrième place en terme de sièges. Ceci est du au partage des sièges entre francophones et flamands, favorisant les voix francophones.  Concernant les familles traditionnelles, les centristes effectuent la plus belle percée, en augmentant leurs sièges de 50% alors que les familles libérales et socialistes se stabilisent. L'extrême droite, l'extrême gauche et les fédéralistes francophones se stabilisent eux aussi. Enfin, le plus gros échec revient aux écologistes, qui perdent 5% de leurs voix et plus de la moitié de leurs sièges.

#### Par circonscriptions

##### Résumé
| Parti | Parti    | Bruxelles | Bruxelles | Anvers | Anvers | Brabant fl. | Brabant fl. | Flandre occ. | Flandre occ. | Flandre or. | Flandre or. | Limbourg | Limbourg | Brabant wa. | Brabant wa. | Hainaut | Hainaut | Liège | Liège | Luxembourg | Luxembourg | Namur | Namur | Total | Total | Total |
| Parti | Parti    | %         | S.        | %      | S.     | %           | S.          | %            | S.           | %           | S.          | %        | S.       | %           | S.          | %       | S.      | %     | S.    | %          | S.         | %     | S.    | %     | %     | S.    |
| ----- | -------- | --------- | --------- | ------ | ------ | ----------- | ----------- | ------------ | ------------ | ----------- | ----------- | -------- | -------- | ----------- | ----------- | ------- | ------- | ----- | ----- | ---------- | ---------- | ----- | ----- | ----- | ----- | ----- |
|       | N-VA     | 2,79      | —         | 30,97  | 8      | 25,52       | 4           | 23,22        | 4            | 22,29       | 5           | 23,68    | 3        | 2,24        | —           | 1,92    | —       | 1,72  | —     | 2,52       | —          | 1,77  | —     |       | 16,71 | 24    |
|       | VB       | 2,46      | —         | 20,97  | 5      | 16,85       | 3           | 24,52        | 4            | 22,61       | 5           | 24,62    | 3        |             |             |         |         |       |       |            |            |       |       |       | 13,77 | 20    |
|       | MR       | 23,15     | 4         |        |        |             |             |              |              |             |             |          |          | 35,31       | 3           | 26,05   | 5       | 28,37 | 5     | 30,90      | 1          | 25,64 | 2     |       | 10,26 | 19    |
|       | PTB/PVDA | 16,75     | 3         | 10,52  | 2      | 8,04        | 1           | 5,34         | 1            | 7,31        | 1           | 9,07     | 1        | 7,89        | —           | 13,97   | 3       | 14,43 | 2     |            |            | 10,08 | 1     |       | 9,86  | 15    |
|       | Vooruit  |           |           | 10,74  | 3      | 13,69       | 2           | 16,62        | 3            | 12,30       | 3           | 13,04    | 2        |             |             |         |         |       |       |            |            |       |       |       | 8,11  | 13    |
|       | PS       | 18,60     | 4         |        |        |             |             |              |              |             |             |          |          | 12,39       | 1           | 28,86   | 6       | 21,75 | 3     | 16,81      | 1          | 16,95 | 1     |       | 8,04  | 16    |
|       | CD&V     |           |           | 10,57  | 3      | 13,04       | 2           | 14,68        | 2            | 12,12       | 2           | 15,73    | 2        |             |             |         |         |       |       |            |            |       |       |       | 7,98  | 11    |
|       | LE       | 9,52      | 2         |        |        |             |             |              |              |             |             |          |          | 22,66       | 1           | 15,48   | 3       | 16,41 | 3     | 32,09      | 2          | 29,05 | 3     |       | 6,77  | 14    |
|       | Open VLD |           |           | 5,95   | 1      | 11,68       | 2           | 7,96         | 1            | 11,48       | 2           | 7,11     | 1        |             |             |         |         |       |       |            |            |       |       |       | 5,45  | 8     |
|       | Groen    |           |           | 7.59   | 2      | 8,01        | 1           | 5,50         | 1            | 9,99        | 2           | 4,79     | —        |             |             |         |         |       |       |            |            |       |       |       | 4,65  | 7     |
|       | Ecolo    | 11,30     | 2         |        |        |             |             |              |              |             |             |          |          | 9,2         | —           | 4,97    | —       | 7,90  | 1     | 7,70       | —          | 7,10  | —     |       | 2,93  | 2     |
|       | DéFI     | 6,58      | 1         |        |        |             |             |              |              |             |             |          |          | 3,41        | —           | 2,05    | —       | 2,19  | —     | 2,27       | —          | 2,61  | —     |       | 1,20  | 1     |
|       | Autres   | 14,10     | —         | 2,69   | —      | 3,37        | —           | 2,16         | —            | 1,91        | —           | 1,97     | —        | 6,89        | —           | 6,70    | —       | 7,23  | —     | 7,72       | —          | 6,85  | —     |       | 3,35  | 0     |
| Total | Total    | 100       | 16        | 100    | 24     | 100         | 15          | 100          | 16           | 100         | 20          | 100      | 12       | 100         | 5           | 100     | 17      | 100   | 14    | 100        | 4          | 100   | 7     | 100   | 100   | 150   |

##### Bruxelles-Capitale
| Parti                  | Parti                                    | Voix    | %     | +/-   | Sièges | +/-           |
| ---------------------- | ---------------------------------------- | ------- | ----- | ----- | ------ | ------------- |
|                        | Cartel MR-Open VLD                       | 120 155 | 23,15 | 3,38  | 4      | 1             |
|                        | Cartel PS-Vooruit                        | 96 516  | 18,60 | 1,38  | 4      | 1             |
|                        | Parti du travail de Belgique (PTB/PvdA)  | 86 927  | 16,75 | 4,47  | 3      | 1             |
|                        | Cartel Ecolo-Groen                       | 58 645  | 11,30 | 10,27 | 2      | 2             |
|                        | Cartel Les Engagés-CD&V                  | 49 425  | 9,52  | 2,39  | 2      | 1             |
|                        | Démocrate fédéraliste indépendant (DéFI) | 34 143  | 6,58  | 3,70  | 1      | 1             |
|                        | Team Fouad Ahidar (FA)                   | 24 826  | 4,78  | Nv.   | 0      | en stagnation |
|                        | Nieuw-Vlaamse Alliantie (N-VA)           | 14 472  | 2,79  | 0,40  | 0      | en stagnation |
|                        | Vlaams Belang (VB)                       | 12 754  | 2,46  | 0,90  | 0      | en stagnation |
|                        | Collectif Citoyen (CC)                   | 6 579   | 1,27  | Nv.   | 0      | en stagnation |
|                        | Blanco                                   | 3 287   | 0,63  | Nv.   | 0      | en stagnation |
|                        | Volt Europa                              | 3 032   | 0,58  | Nv.   | 0      | en stagnation |
|                        | Lutte ouvrière (LO)                      | 1 872   | 0,36  | Nv.   | 0      | en stagnation |
|                        | Agora                                    | 1 688   | 0,33  | Nv.   | 0      | en stagnation |
|                        | Belgische Unie - Union belge (BUB)       | 1 604   | 0,31  | Abs.  | 0      | en stagnation |
|                        | Voor U/Pour vous                         | 1 534   | 0,30  | Nv.   | 0      | en stagnation |
|                        | l'Unie                                   | 1 467   | 0,28  | Nv.   | 0      | en stagnation |
|                        |                                          |         |       |       |        |               |
| Suffrages exprimés     | Suffrages exprimés                       | 518 926 | 94,26 |       |        |               |
| Votes blancs et nuls   | Votes blancs et nuls                     | 31 588  | 5,74  |       |        |               |
| Total                  | Total                                    | 550 514 | 100   | –     | 16     | 1             |
| Abstentions            | Abstentions                              | 96 872  | 14,96 |       |        |               |
| Inscrits/Participation | Inscrits/Participation                   | 647 386 | 85,04 |       |        |               |

## Formation du gouvernement

### Situation post-électorale
La Vivaldi (PS - CD&V - Open VLD - MR - Ecolo - Vooruit - Groen), coalition mise en place sous le gouvernement De Croo, est reconductible, mais avec une majorité très faible (76/150). Elle pourrait cependant être renforcée par l'ajout des Engagés (90/150). Néanmoins, l'hypothèse d'une Vivaldi bis est assez peu probable tant en raison de l'impopularité de la coalition sortante que du nombre important de partenaires difficilement gérable. De plus, à la suite de leur défaite électorale, le PS, l'Open VLD et Groen annoncent souhaiter rester dans l'opposition,,.

### Mission d'information de Bart De Wever
Entre le 10 et le 12 juin 2024, le roi consulte l'ensemble des présidents de partis. Le 12 juin, il nomme Bart De Wever, président de la N-VA, premier parti du pays, comme informateur. Sa mission est à l'origine prévue pour durer une semaine. Après la remise d'un rapport le 19 juin, sa mission est prolongée jusqu'au 26 juin.
Le 15 juin, Melissa Depraetere, présidente de Vooruit, déclare ne pas souhaiter de Georges-Louis Bouchez, président du MR, au sein du futur gouvernement, jugeant que son attitude « déloyale » à l'égard du gouvernement De Croo ainsi que son manque de maîtrise du néerlandais nuiraient à la future coalition. Elle déclare également vouloir imposer une ligne sociale à une future coalition qui se profile comme marquée à droite, ce qui, à ses yeux, rendra toute négociation très difficile.
Le 21 juin, Bart De Wever déclare que seule une coalition « Arizona » (N-VA, MR, LE, Vooruit, CD&V) lui paraît viable, ce qui regrouperait les partis négociant alors en Flandre et en Wallonie pour la formation des exécutifs régionaux. Selon Bart De Wever, toute autre formule entraînerait une nouvelle période de négociations interminables. Il précise également que la formule Arizona permettrait une relative cohérence au niveau socio-économique, mais qu'elle rendrait plus difficile toute perspective de réforme institutionnelle.
Le 26 juin 2024, Bart De Wever remet un second rapport au roi en tant qu'informateur. Le roi le décharge alors de sa mission d'information.

### Mission de préformation de Bart De Wever
Le 26 juin 2024, après que Bart De Wever a remis son second rapport en tant qu'informateur, le roi le nomme préformateur et lui demande un premier rapport pour le 10 juillet. Le choix de nommer un préformateur est analysé par les commentateurs comme une manière de confirmer la thèse d'une coalition Arizona (N-VA - MR - LE - Vooruit - CD&V) tout en soulignant que les divergences entre les partis sont encore trop grandes pour qu'une formation de gouvernement soit imminente.
Le 4 juillet 2024, Bart De Wever déclare « qu'on est à 50 % de la formation du gouvernement ». Le 9 juillet, l'ensemble des partis envisagés pour une coalition Arizona acceptent de passer au stade de la formation gouvernementale, y compris Vooruit qui apparaît plus frileux que les autres.
Comme prévu, Bart De Wever remet son rapport le 10 juillet.

### Première mission de formation de Bart De Wever
Le 10 juillet, après avoir remis son premier rapport en tant que préformateur, Bart De Wever est nommé formateur par le roi et doit remettre un premier rapport le 24 juillet. Ayant effectivement remis au monarque son rapport d'étape à la date indiquée, il est prolongé dans sa mission de formation jusqu'au 19 août. Les négociations échouent cependant et le 23 août 2024 Bart De Wever remet son mandat de formateur au Roi, qui accepte sa démission.

### Mission de médiateur de Maxime Prévot
À la suite de la démission de Bart De Wever de son rôle de formateur, dans le cadre de la création d'un gouvernement fédéral belge, Maxime Prévot est chargé d’une mission de médiation par le roi Philippe le 23 août 2024. Son rôle est de rencontrer les partenaires potentiels pour la coalition Arizona et reprendre les négociations rapidement. Il remet son rapport le 2 septembre et est déchargé de ces fonctions.

### Seconde mission de formation de Bart De Wever
Après la mission de médiation de Maxime Prévot, le Roi nomme à nouveau Bart De Wever au rôle de formateur, « dans l’optique d’une poursuite rapide des négociations entre les cinq partenaires pressentis pour la future coalition », le 2 septembre 2024. Il démissionne le 4 novembre 2024, « n’ayant pas obtenu l’accord de tous les partenaires actuellement impliqués dans les négociations ». La note proposée par Bart De Wever n'a pas été acceptée par les socialistes flamands de Vooruit, « l’estimant trop "à droite" ». Le Roi demande à Bart De Wever de mener des consultations supplémentaires jusqu'au 12 novembre. Le 12 novembre, Bart De Wever est reconduit deux semaines comme formateur en vue de trouver un partenaire pour négocier avec les quatre partis préssentis dans une coalition (N-VA, MR, Engagés et CD&V).

### Gouvernement De Wever
Dans la soirée du vendredi 31 janvier 2025, après près de soixante heures de négociations, Bart De Wever annonce au Roi Philippe qu'un accord de gouvernement a été conclu entre les nationalistes flamands de N-VA, les libéraux du Mouvement Réformateur et des Engagés, les chrétiens-démocrates flamands de la CD&V et les sociaux-démocrates flamands du Vooruit, confirmant ainsi la formation d'une coalition dite « Arizona ». Ils disposent ensemble de 82 sièges sur 150 à la Chambre des représentants. Le nouveau gouvernement prête serment devant le Roi le 3 février.